# Супермен (саундтрек, 2025)
Superman (Original Motion Picture Soundtrack) — саундтрек-альбом к фильму «Супермен» (2025), первому проекту медиафраншизы «Вселенная DC». Музыку к нему написали Джон Мерфи и Дэвид Флеминг. Режиссёром картины выступил Джеймс Ганн, в главных ролях — Дэвид Коренсвет, Рэйчел Броснахэн и Николас Холт. В некоторых треках используется знаменитая музыкальная тема одноимённого героя из фильма Ричарда Доннера «Супермен» (1978), созданная американским композитором Джоном Уильямсом. Альбом был выпущен лейблом WaterTower Music 4 июля 2025 года и получил в целом положительные отзывы.

## Разработка
В феврале 2024 года Джеймс Ганн объявил, что музыку для фильма «Супермен» напишет британский композитор Джон Мерфи, с которым он уже сотрудничал при создании кинокомиксов «Отряд самоубийц: Миссия навылет» (2021) и «Стражи Галактики. Часть 3» (2023), а также телевизионного спецвыпуска «Стражи Галактики: Праздничный спецвыпуск» (2022). В апреле к проекту присоединился Дэвид Флеминг в качестве дополнительного композитора, разделив с Мерфи права на музыку. Ещё в декабре 2023 года Ганн заявлял, что бо́льшая часть музыкальных тем для фильма уже написана, однако композиторов он не раскрывал, так как контракты с ними ещё не были подписаны.
Оба музыканта отмечали, что энтузиазм Ганна в отношении проектов о супергероях вдохновил их на создание масштабной и оригинальной партитуры. Флеминг особенно подчеркивал, что картина раскрывает саму суть характера Супермена, с которым он впервые познакомился в детстве, когда полностью прочитал комикс The Death of Superman (1992). В декабре 2024 года Ганн подтвердил, что Мерфи разработал новую версию композиции «Superman March» из фильма 1978 года за авторством Джона Уильямса. Ганн объявил саундтрек Уильямса одним из величайших в истории, и с самого начала работы над картиной ассоциировал свой проект с данной музыкальной темой. Путём её включения в проект Ганн хотел сослаться на прошлые фильмы о персонаже. Композиторы полностью поддержали это решение, при этом Флеминг отметил, что уникальность нового фильма заключается в том, что он во многом перекликается с классической лентой Ричарда Доннера.
Мерфи считал Супермена порядочной личностью, сохранившей свою непорочность и честность даже в самых мрачных обстоятельствах, поэтому партитура по большей части оркестровая. Однако склонность Ганна к экспериментам в отдельных моментах привела к тому, что темы, вращающиеся вокруг Супермена, стали оркестровыми, а другие — беспорядочными. Помимо оркестра, Флеминг играл на электрической и акустической гитаре с Иветт Янг и Эндрю Синовеком. В дальнейшем он работал с Лос-Анджелесским филармоническим оркестром над оркестровыми партиями. Для сцен с карманной вселенной и создаваемого ею межпространственного разлома Флеминг разделил струнную секцию на две и зеркально отразил их, создавая тем самым эффект удвоения синтезаторов и обеспечивая необычное звучание. Ему также нравилось работать над музыкальными темами для Daily Planet, Лоис Лейн и Гая Гарднера. Кроме того, в саундтреке участвовала дочь Сафрана Лу Лу, которая вместе с Эриком Нэлли из группы Foxy Shazam исполнила песню, написанную Нэлли в соавторстве с Ганном.

## Трек-лист
| №                   | Название                     | Автор(ы)                                         | Исполнитель(-и)       | Длительность |
| ------------------- | ---------------------------- | ------------------------------------------------ | --------------------- | ------------ |
| 1.                  | «Home»                       | Дэвид Флеминг [англ.] Джон Уильямс               | Флеминг               | 2:02         |
| 2.                  | «Last Son»                   | Флеминг Уильямс                                  | Флеминг               | 2:46         |
| 3.                  | «Hammer of Boravia»          | Флеминг Эндрю Кавчински Форест Кристенсон        | Флеминг               | 3:02         |
| 4.                  | «LuthorCorp»                 | Джон Мерфи Молли Мерфи                           | Мерфи                 | 1:37         |
| 5.                  | «The Daily Planet»           | Флеминг                                          | Флеминг               | 0:54         |
| 6.                  | «Lois & Clark»               | Мерфи                                            | Мерфи                 | 1:08         |
| 7.                  | «Eyes Up Here»               | Мерфи Уильямс                                    | Флеминг               | 2:22         |
| 8.                  | «Justice Gang vs. Kaiju»     | Флеминг Уильямс                                  | Флеминг               | 3:23         |
| 9.                  | «Intruders»                  | Флеминг Мерфи Кавчински Кристенсон Халли Каутери | Флеминг               | 3:25         |
| 10.                 | «The Message»                | Флеминг Мерфи Кавчински Джейк Боринг             | Мерфи Флеминг         | 2:43         |
| 11.                 | «Secret Harem»               | Флеминг Мерфи Кавчински Тайлер Бартон            | Мерфи Флеминг         | 2:20         |
| 12.                 | «The Real Punk Rock»         | Мерфи                                            | Мерфи                 | 1:29         |
| 13.                 | «Pocket Universe»            | Флеминг                                          | Флеминг               | 1:55         |
| 14.                 | «5 Years Time»               | Чарли Финк                                       | Noah and the Whale    | 3:34         |
| 15.                 | «Something Like a Sun»       | Флеминг Мерфи Уильямс Боринг                     | Мерфи Флеминг         | 2:19         |
| 16.                 | «Jailbreak»                  | Флеминг Уильямс                                  | Флеминг               | 1:06         |
| 17.                 | «The River Pi»               | Флеминг Уильямс Кристенсон                       | Флеминг               | 3:25         |
| 18.                 | «Take the T-Craft»           | Флеминг Мерфи Каутери                            | Мерфи Флеминг         | 1:38         |
| 19.                 | «Your Choices, Your Actions» | Флеминг Уильямс                                  | Флеминг               | 2:55         |
| 20.                 | «Raising the Flag»           | Мерфи Уильямс                                    | Мерфи                 | 1:49         |
| 21.                 | «The Rift»                   | Флеминг Мерфи Уильямс Кристенсон Боринг          | Флеминг               | 4:53         |
| 22.                 | «Bases Loaded»               | Флеминг Мерфи Кавчински                          | Флеминг               | 3:07         |
| 23.                 | «Speeding Bullet»            | Флеминг Кристенсон                               | Флеминг               | 2:02         |
| 24.                 | «Remote Control»             | Флеминг Мерфи Уильямс Кавчински Кристенсон       | Мерфи Флеминг         | 3:02         |
| 25.                 | «Upgrade»                    | Флеминг Мерфи Кавчински                          | Мерфи Флеминг         | 1:13         |
| 26.                 | «Driven by Envy»             | Мерфи Флеминг                                    | Мерфи Флеминг         | 2:04         |
| 27.                 | «Look Up»                    | Флеминг Уильямс                                  | Флеминг               | 2:45         |
| 28.                 | «Being Human»                | Флеминг Уильямс Каутери                          | Флеминг               | 1:57         |
| 29.                 | «Luthor the Traitor»         | Мерфи                                            | Мерфи                 | 1:51         |
| 30.                 | «Metropolis»                 | Мерфи Флеминг                                    | Мерфи Флеминг         | 1:17         |
| 31.                 | «Walking on Air»             | Мерфи                                            | Мерфи                 | 1:34         |
| 32.                 | «Punkrocker»                 | Йоаким Олунд Патрик Арве Клас Олунд              | Teddybears & Игги Поп | 4:07         |
| 33.                 | «The Mighty Crabjoys Theme»  | Джеймс Ганн Эрик Нэлли Девин Уильямс             | The Mighty Crabjoys   | 1:16         |
| Общая длительность: | Общая длительность:          | Общая длительность:                              | Общая длительность:   | 1:17:00      |

## Выпуск
Главная музыкальная тема под названием «Theme from Superman», включающая в себя мотивы Уильямса, имела две версии, которые были представлены как в тизере, так и в трейлере и выпущены вместе с рекламными материалами в виде синглов. 4 июля 2025 года WaterTower Music выпустила саундтрек-альбом, состоящий из 33 треков, в том числе отрывков из партитуры Мерфи и Флеминга, а также трёх песен. В дальнейшем Mondo выпустила двойную пластинку с альбомом в двух цветах — «Blue/ Red / White Spinner» и «Solid Red / Blue». Предварительные заказы на альбом были объявлены 11 июля.

## Восприятие

### Критика
Пит Хэммонд из Deadline Hollywood заявил следующее: «Музыка Джона Мерфи и Дэвида Флеминга соответствует ожиданиям, но фрагменты бессмертной партитуры Джона Уильямса к классическому фильму 1978 года, которые мы слышим, лишь напоминают о той эмоциональной силе, которой не хватает этому Супермену, не пытавшемуся конкурировать, а играющему на собственном поле». В своей рецензии для Los Angeles Times на фильм, Эми Николсон высоко оценила саундтрек и назвала его «хорошей электронной дум-метал музыкой». Том Йоргенсен из IGN отметил, что гитарная партитура композиторов придаёт сценам битв впечатляющее ощущение серьёзности, которое также распространяется и на эмоциональные отрывки. Кроме того, он написал, что несмотря на то, что Мерфи и Флеминг повторяют музыкальную тему Уильямса, осмотрительность Ганна в создании микстейпов позволяет делать композиции авторов более важными. В заключении своей статьи Дэвид Руни из The Hollywood Reporter назвал «вдохновляющей» оркестровую и синтезаторную музыку, вплетённую в «бессмертную» музыкальную тему Джона Уильямса.
Zanobard Reviews дали саундтреку неоднозначную оценку, заявив, что, хотя саундтрек заслуживает похвалы за создание нового материала для «шумной Daily Planet, злодейского Лютора, нежной любви и героической Банды Справедливости», в целом саундтрек был сосредоточен на дешёвых, повторяющихся в виде трейлеров фрагментах культовой темы Джона Уильямса поверх синтезированной и типично звучащей экшн-музыки. Музыкальный критик Джонатан Брокстон из Movie Music UK раскритиковал использование мотивов трека «Superman March» Джона Уильямса, отметив, что версии звучат так, будто их сделал «какой-то подросток на YouTube». По мнению критика, использование аранжировки с примитивными гармониями, монотонными остинато и мощными синтезаторными хорами превращает музыку в типичный трейлерный саундтрек. Впрочем, он похвалил трек «Justice Gang», назвав его современным и подходящим образу супергероя. Джеймс Саутхолл из Movie Wave тоже был разочарован саундтреком. Он отметил, что без учёта неудачно обработанной темы Уильямса, музыка звучит шаблонно и могла бы принадлежать любому другому боевику 2025 года. Критик посчитал, что в саундтреке нет ничего того, что могло бы сделать его по-настоящему запоминающимся.

### Чарты
| Чарт (2025)                | Высшая позиция | Ист.   |
| -------------------------- | -------------- | ------ |
| UK Soundtrack Albums (OCC) | 2              | [ 20 ] |

## Комментарии
1. 1 2 3 4 5 6 7 8 9 10 11 12  Этот трек отсылает к теме Джона Уильямса из фильма Ричарда Доннера «Супермен» (1978).